# Parque Estadual Rio Negro Setor Norte
O Parque Estadual Rio Negro Setor Norte fica no estado do Amazonas, região norte do Brasil, e possui uma área de 178.620 ha. Foi estabelecido pelo Decreto 16.497, de 2 de abril de 1995. O parque engloba 5 % da área do município de Novo Airão, que é de 37.771,246 km².
Dentro do Parque está localizada a cidade fantasma de Velho Airão.

## Localização

Unidades de conservação Sul do Rio Negro
2: Seção Norte do Parque Estadual do Rio Negro

O Trecho Norte do Parque Estadual do Rio Negro fica no município de Novo Airão, no estado do Amazonas. Tem uma área de 146.028 hectares (360.840 acres) e um perímetro de 237,15 quilômetros (147,36 milhas). Fica a 167 quilômetros (104 milhas) de Manaus, e é acessado por barco a partir do Rio Negro.
A nordeste, o parque estadual é limitado pela margem direita do Rio Negro. O parque estadual é adjacente ao Parque Nacional do Jaú ao longo de seu limite noroeste. A maior parte dessa fronteira segue o rio Carabinani, que flui para nordeste para desaguar no rio Jaú alguns quilômetros antes desse rio entrar no rio Negro. O parque estadual faz divisa com a Área de Proteção Ambiental da Margem Direita do Rio Negro ao longo de seu limite sudeste, formado pelo rio Puduari. O terreno atinge uma elevação máxima de 108 metros (354 pés) na bacia hidrográfica no centro do parque.

## Ambiente
A região onde se encontra o Setor Norte do Parque Estadual do Rio Negro tem clima tropical úmido com temperaturas médias mensais não inferiores a 18 °C (64 °F). A precipitação mensal é maior em abril, com uma média de cerca de 400 milímetros (16 in) e menor em agosto, com cerca de 150 milímetros (5,9 in). O parque inclui mata aberta de igapó, matas de terra firme mais altas e matas de campinarana. 13% é floresta tropical aberta e 87% floresta tropical densa. Espécies de Euterpe catinga e Bactris são encontradas na campinarana. Os economicamente úteis Mezilaurus itauba e Heteropsis flexuosa são encontrados na floresta de terra firme.
Existem diversas espécies aquáticas, incluindo as espécies Arapaima gigas e Cichla. Já foram identificadas cerca de 30 espécies de abelhas e 100 de formigas. Existem mais de 200 espécies de aves, incluindo o raro cuco peixe-frito-pavonino (Dromococcyx pavoninus), o urumutum (Nothocrax urumutum), o papa-capim-de-coleira (Dolospingus fringilloides) e a maria-da-campina (Hemitriccus inornatus). As ameaças incluem extração de lianas, cascalho e areia, pesca comercial, exercícios militares, caça, extração de madeira e turismo não regulamentado.